# Projets Énergie Saguenay et Gazoduq
Les projets Énergie Saguenay de GNL Québec et Gazoduq sont deux projets parallèles et complémentaires visant la construction d'une usine de liquéfaction du gaz naturel (Énergie Saguenay) alimenté par un gazoduc souterrain de 780 km reliant le Nord de l'Ontario au port de Grande-Anse dans la ville de Saguenay au Québec (Canada). Approvisionnée dans l'Ouest canadien.
Le 21 juillet 2021, le ministre de l'Environnement et de la Lutte contre les changements climatiques du Québec Benoit Charette et la ministre responsable de la région du Saguenay--Lac-Saint-Jean, Andrée Laforest annoncent lors d'une conférence de presse tenue à Saguenay que le gouvernement du Québec rejetait les projets Énergie Saguenay et Gazoduq.

## Énergie Saguenay
GNL Québec a développé entre 2014 et 2021, le projet Énergie Saguenay, un complexe industriel de liquéfaction de gaz naturel dans la zone industrialo portuaire du Port de Saguenay dans le but d'exporter 11 millions de tonnes de gaz naturel liquéfié (GNL) par an, à partir de sources d'approvisionnement 100 % de l'Ouest canadien.
Le projet affirmait viser à soutenir les efforts de lutte aux changements climatiques en Europe, en Asie et ailleurs dans le monde, en offrant une énergie de transition qui substituera d’autres énergies plus polluantes, telles que le charbon et le mazout et réduisant ainsi de 28 millions de tonnes de GES par année les émissions mondiales. Le BAPE a émis des réserves par rapport à cette affirmation, dans son rapport publié en mars 2021.
L'usine de liquéfaction projetée produirait annuellement 11 millions de tonnes de gaz naturel liquéfié (GNL) pour l'exportation. Le GNL serait par la suite chargé sur des méthaniers dans un port en eau profonde situé à une dizaine de kilomètres en aval de Chicoutimi dans le fjord du Saguenay.
Le projet reposait sur un investissement évalué à 9 milliards de dollars.
Les projets ont reçu l'appui de Chambre de commerce et d’industrie Saguenay–Le Fjord, du Parti conservateur du Canada qui saluent les retombées économiques du projet dans la région.
À la suite de l'invasion de l’Ukraine de 2022, et la hausse subséquente des prix des hydrocarbures, plusieurs acteurs politiques et économiques ont plaidé pour la relance du projet de GNL Québec pour assurer l’approvisionnement énergétique de l'Europe.

### Évaluation environnementale et acceptabilité sociale du projet
Le Bureau d’audiences publiques sur l’environnement (BAPE) devait tenir ses premières audiences publiques sur le projet d’Énergie Saguenay de GNL Québec le 16 mars 2020. Elles ont toutefois été reportées à la dernière minute en raison de la pandémie de Covid-19 au Québec.
Les audiences publiques ont finalement eu lieu à l'automne 2020, en ligne.
Le rapport a été rendu public en mars 2021, et a été qualifié de dévastateur par des journalistes et les opposants. Le BAPE, quant à lui, « n’a pas été en mesure de se prononcer sur l’acceptabilité sociale à l’égard du projet Énergie Saguenay même si globalement, selon l’analyse qu’[il] en a faite, la somme des risques afférents au projet dépasse celle de ses avantages ». Ils notent par ailleurs un débat « fortement polarisé » au Saguenay-Lac-Saint-Jean et l’absence de points de convergence entre les positions exprimées.
Le ministre de l'environnement, Benoit Charette, réitère à la sortie du rapport du BAPE que le gouvernement du Québec pose trois conditions pour accepter le projet : trouver l'acceptabilité sociale, favoriser la transition énergétique et prouver que le projet diminuera les émissions de gaz à effet de serre.

## Gazoduq
Gazoduq est une entreprise québécoise qui, entre novembre 2018 et juillet 2021, a souhaité réaliser un projet de conduite souterraine de gaz naturel d'environ 780 km entre le nord-est de l’Ontario et le Saguenay pour alimenter sa principale cliente, la future usine de liquéfaction du projet Énergie Saguenay. Ce gaz naturel aurait servi à l’exportation, vers l’Asie et l’Europe notamment, pour remplacer des énergies plus polluantes, comme le charbon et le mazout. Il s’agissait d’un investissement privé d’environ 5 milliards de dollars.
Le 5 mars 2020, le projet Gazoduq est compromis par la perte de l'appui financier de la firme Berkshire Hathaway.

### Consultations publiques
Gazoduq a effectué des consultations publiques en février 2019 dans 12 villes du Québec et de l'Ontario. Ils ont consulté la population sur un «corridor d'étude » afin que les citoyens intéressés des principales municipalités situées dans le corridor d'étude puissent participer à la création du tracé final. À l'aide des informations obtenues lors de ces consultations, Gazoduq a établi une « zone d'aménagement privilégiée », qui évite : 
- Parcs et aires protégées désignées
- Tous les lacs et la grande majorité des rivières majeures
- Aires de protection des prises d’eau de surface municipales
- Aires de protection des eaux souterraines municipales
- Habitats fauniques et réserves de biodiversité
- Zones écologiques d’intérêt identifiées par le MFFP
- Forêt d’enseignement, de recherche et d’expérimentation
- La grande majorité des secteurs récréotouristiques connus.
- Sites archéologiques
- La grande majorité des secteurs de villégiature
- Baux miniers, baux exclusifs et concessions minières

### Processus réglementaires
Étant un projet qui traverse une frontière provinciale, Gazoduq doit participer à plusieurs processus réglementaires fédéraux et provinciaux.
- Au fédéral, le Projet aurait été évalué par l’Agence d’évaluation d’impact du Canada et par la Régie de l’énergie du Canada.
- Au niveau provincial, Gazoduq aurait participé  à une analyse approfondie du ministère de l’Environnement et de la Lutte contre les changements climatiques du Québec (MELCC), menant à une évaluation par le Bureau d’audiences publiques sur l’environnement (BAPE). Le projet aurait suivi également le processus réglementaire de la Commission de protection du territoire agricole (CPTAQ) et demander les permis requis auprès des autorités ontariennes compétentes.
- Précisons que le gouvernement du Canada et le gouvernement du Québec ont conclu une Entente de collaboration Canada-Québec concernant la coordination des procédures d’évaluation environnementale et d’impact relatives au projet Gazoduq. En vertu de cette entente, les deux paliers de gouvernements ont notamment mandaté respectivement le BAPE et la Commission d'examen fédérale pour qu'ils tiennent conjointement la période d'information préalable à la tenue de l'audience publique ainsi que les séances de l’audience publique.

## Contestations
Plusieurs groupes environnementaux tels que Équiterre, Greenpeace Canada, Eau Secours, la Fondation David Suzuki, la SNAP Québec, WWF-Canada, ont dénoncé les 7,8 millions de tonnes de gaz à effet de serre produit annuellement par les rejets attribuables à l’extraction, au transport et à la liquéfaction du gaz.
Les groupes environnementaux s'opposent également au passage de méthaniers dans le Parc marin du Saguenay–Saint-Laurent, habitat du béluga, une espèce en danger au Canada. Québec solidaire, le Parti québécois et le Parti libéral du Québec se sont prononcés contre les projets.
Le BAPE a souligné dans son rapport la participation citoyenne historique aux audiences sur le projet d'usine de liquéfaction de gaz naturel de GNL Québec.